# Сірабідзеебі
Сірабідзеебі (груз. სირაბიძეები) — село в Грузії.
За даними перепису населення 2014 року в селі проживає 252 особи.